# Le Beau Vélo de Ravel
Le Beau Vélo de Ravel est une émission de radio et de télévision belge, créée en 1999 à l'initiative de l'animateur de la RTBF Adrien Joveneau. 
Elle est basée sur une promenade à vélo sur les chemins du Réseau RAVeL en Wallonie, et est radiodiffusée sur les antennes de la RTBF. Elle véhicule les notions de slow tourisme, de convivialité, de retour à la nature et de produits du terroir. Exceptionnellement, elle quitte la Wallonie, comme par exemple en 2017 où elle fait étape en région de Bruxelles-Capitale.
Une version télévisée fait le récit de l'étape de la veille, présente les curiosités touristiques de la région et permet au téléspectateur de vivre l’événement au plus près.
Le titre de l'émission joue d'une proche-homophonie avec le célèbre Boléro de Ravel.
En 2022, sous l'impulsion de la direction de la RTBF, elle privilégie une présence dans les communes qui ont subi les Inondations de juillet 2021 en Belgique afin d'y créer des événements positifs susceptibles d'augmenter leur notoriété et leur visibilité.
En 2023, l'émission fête ses 25 ans.